# ميرزا شفيع واضح
ميرزا شفيع واضح (بالأذرية: Mirzə Şəfi Vazeh)‏، بالإنجليزية: Mirza Shafi Vazeh، بالعربية: میرزا شفیع واضح، بالفارسية: میرزا شفیع واضح تبریزی) توفي في 16 نوفمبر 1852): i, شاعر ومعلم أذري. بالاسم المستعار "واضح"، أي "معبّر"، كتب باللغتين الأذرية والفارسية، مطورًا تقاليد الشعر في كلتا اللغتين. قام بتأليف أول مختارات من الأدب الأذربيجاني وقاموس تتري روسي للمدارس الداخلية في أوروبا في تبليسي مع المعلم الروسي إيفان غريغورييف.

## حياة

### تاريخ الميلاد
وُلِد ميرزا شفيع صادق أوغلو في نهاية القرن 18 ومطلع القرن 19 في كنجه. التاريخ الدقيق لميلاده مثير للجدل. تذكر الموسوعات في العصر السوفييتي مثل الموسوعة السوفييتية العظمى: أن ميرزا شفيع ولد في 1796، لكن عددًا من المؤلفين يكتبون أنه ولد في 1794، وقيل في 1792.
وبحسب المستشرق أدولف بيتروفيتش بيرجه، فإنه رأى ميرزا شفيع واضح، ووصفه بأنه "رجل تتري متواضع يبلغ من العمر نحو 60 عاماً" في شوارع تبليسي في 1851. وهذا يشير إلى أن الشاعر ولد قبل 1800. تحتوي المستندات الأرشيفية على معلومات مختلفة تمامًا. في "قائمة الخدمة الرسمية لعام 1845" (بالروسية: Формулярном списке о службе за 1845 год)‏ مكتوب أن ميرزا شفيع عمره 40 سنة. وهذا يعني أن واضح ولد في 1805. في الوقت نفسه، في "قائمة الخدمة الرسمية لعام 1852" (بالروسية: Формулярном списке о службе за 1852 год)‏ مكتوب أنه يبلغ من العمر 45 عامًا، مما يشير إلى أنه ولد في 1807. وفقًا للمستشرق إيفان ينيكولوبوف، فإن المصدر الأكثر موثوقية هو "القائمة الرسمية للخدمات لعام 1845" التي وافق عليها القائد العام لميرزا شفيع.

### الحياة المبكرة
يشير المستشرق أدولف بيرجه، نقلاً عن الناقد الأذربيجاني ميرزا فتالي أخوندوف، إلى أنه بعد سقوط خانية كنجه، أفلس والد ميرزا شفيع، ثم مرض وتوفي فيما بعد. تاريخ وفاة والده غير معروف، ويقال أنه توفي في أوائل 1805. تم تأكيد إفلاس والد ميرزا شفيع من خلال رسالة أرسلها شاعر يُدعى شاكر إلى الشاعر قاسم بك ذاكر، حيث تم ذكر صادق من كنجه (والد ميرزا شفيع)، إلى جانب شخص معين يُدعى حاجي قربان، باعتبارهما من الرجال الأثرياء، الذين أصبحوا فقراء تمامًا.
وفقاً لميخائيل سيميفسكي كان ميرزا شفيع "رجلًا طيبًا وبسيطًا من أصل تتري وفارسيًا من حيث التربية".

### تعليم
كان اهتمام شفيع بالكتب والعلم واضحاً منذ سن مبكرة. وبسبب هذا أرسله والده إلى المدرسة الإسلامية في مسجد الجمعة (كنجه). أراد والده منه أن يصبح ملا. وتزايدت اهتمامات شفيع وقدراته في المدرسة، حيث تعلم اللغة العربية والفارسية ودرس فن الخط.
لم يكن شفيع يريد أن يصبح ملا، بل أراد أن يتعلم الأدب واللغات المختلفة بدلا من ذلك. لم يكن شفيع يريد أن يسير ضد رغبات والده. واستمر في تعليمه في المدرسة حتى وفاة والده. وعند وفاة والده، وبينما كان شفيع لا يزال يدرس في المدرسة، عاد الحاج عبد الله من تبريز إلى كنجه. كان الحاج عبد الله يتمتع "بصفات روحية رائعة وأخلاق عالية". والذي لعب دورًا مهمًا في تشكيل شخصية شفيع.

### وفاة
التقى أدولف بيرجه "بتتري متواضع يبلغ من العمر حوالي 60 عامًا" وكان مدرسًا في إحدى المدارس الإسلامية. لقد كان ميرزا شفيع واضح. وعندما بحث بيرجه عنه في العام التالي للتعرف عليه، كان شفيع قد مات. كتب بيرجه في مذكراته أن شفيع توفي بسبب التهاب المعدة في ليلة 16 نوفمبر 1852.